# Franz Viehmann
Franz Viehmann (* 1. Januar 1939 in Tetschen; † 11. Mai 2016 in Berlin) war ein deutscher Schauspieler.

## Leben
Franz Viehmann war Absolvent der Staatlichen Schauspielschule Berlin. Ab 1965 war er fest am Berliner Ensemble engagiert. 1991 wurde er, gemeinsam mit 14 weiteren Mitgliedern des Berliner Ensembles, vom Berliner Senat unrechtmäßig gekündigt.

## Filmografie
- 1963/1974: Christine
- 1966: Die Tage der Commune (Theateraufzeichnung)
- 1967: Die Räuber (Fernsehfilm)
- 1967: Geheimcode B/13 (Fernseh-Vierteiler)
- 1971: Angebot aus Schenectady
- 1971: Rottenknechte (Fernsehfilm)
- 1971: Optimistische Tragödie (Fernsehfilm)
- 1972: Polizeiruf 110: Die Maske (Fernsehreihe)
- 1972: Leichensache Zernik
- 1972: Die Bilder des Zeugen Schattmann (TV-Vierteiler)
- 1973: Den Wolken ein Stück näher (Fernsehfilm; 2 Teile)
- 1974: Der aufhaltsame Aufstieg des Arturo Ui (Theateraufzeichnung)
- 1974: Die Frauen der Wardins (Fernseh-Dreiteiler)
- 1975: Till Eulenspiegel
- 1975: Kriminalfälle ohne Beispiel: Mord im Märkischen Viertel (Fernsehreihe)
- 1975: Steckbrief eines Unerwünschten (Fernsehfilm)
- 1977: Zur See (Fernsehserie; Episode 4: Kollision)
- 1977: Dantons Tod (Studioaufzeichnung)
- 1978: Zwerg Nase (Fernsehfilm)
- 1979: Einfach Blumen aufs Dach
- 1979: Das unsichtbare Visier (Fernsehserie; Episode 7: Insel des Todes I)
- 1980/1990: Der Staatsanwalt hat das Wort: Risiko (Fernsehreihe)
- 1980: Das Mädchen Störtebeker (TV-Serie)
- 1981: Polizeiruf 110: Trüffeljagd
- 1981/1988: Jadup und Boel
- 1982: Der Staatsanwalt hat das Wort: Ich bin Joop van der Dalen
- 1984: Polizeiruf 110: Freunde
- 1986: Polizeiruf 110: Mit List und Tücke
- 1987: Vernehmung der Zeugen
- 1987: Bebel und Bismarck (Fernseh-Dreiteiler)
- 1987: Polizeiruf 110: Abschiedslied für Linda
- 1988: Mit Leib und Seele
- 1988: Rapunzel oder Der Zauber der Tränen (Fernsehfilm)
- 1989: Großer Frieden (Theateraufzeichnung)
- 1989: Konstantin und Alexander (Fernsehfilm)
- 1990: Rückkehr aus der Wüste
- 1991: Polizeiruf 110: Todesfall im Park
- 1992: Tandem (Fernsehfilm)
- 1993: Motzki (Fernsehserie; 3 Episoden)
- 1993: Stunde der Füchse
- 1994: Stadtklinik (Fernsehserie; 2 Episoden)
- 1994: Liebling Kreuzberg (Fernsehserie; 2 Episoden)
- 1994: Der Fahnder (Fernsehserie; 1 Episode)
- 1995: Frauenarzt Dr. Markus Merthin (Fernsehserie; 1 Episode)
- 1995: Unser Lehrer Doktor Specht (Fernsehserie; 1 Episode)
- 1995: Für alle Fälle Stefanie (Fernsehserie; 3 Episoden)
- 1995: Tatort: Herz As
- 1995: Der Landarzt (Fernsehserie; 1 Episode)
- 1995: Balko (Fernsehserie; 1 Episode)
- 1997: Freunde fürs Leben (Fernsehserie; 1 Episode)
- 1997: Alarm für Cobra 11 – Die Autobahnpolizei (Fernsehserie; 1 Episode)
- 1997: Obsession
- 1998: Im Namen des Gesetzes (Fernsehserie; 1 Episode)
- 1998: Wolffs Revier (Fernsehserie; 1 Episode)
- 1998: Einsatz Hamburg Süd (Fernsehserie; 1 Episode)
- 1998: Anja & Anton (Fernsehserie; 1 Episode)
- 1999: Tatort: Dagoberts Enkel
- 1999: Klemperer – Ein Leben in Deutschland (Fernsehserie)
- 1999: Helden wie wir
- 1999/2000: Lindenstraße (Fernsehserie; 4 Episoden)
- 2001: Die Cleveren (Fernsehserie; 1 Episode)
- 2001/2002: Spuk am Tor der Zeit (Fernsehserie; 4 Episoden)
- 2003: Schloss Einstein (Fernsehserie; 3 Episoden)
- 2003: Polizeiruf 110: Kopf in der Schlinge
- 2004: Polizeiruf 110: Ein Bild von einem Mörder
- 2004: Die Kinder meiner Braut (Fernsehfilm)
- 2004: Liebe ohne Rückfahrschein (Fernsehfilm)
- 2006: Die Rosenheim-Cops (Fernsehserie; 1 Episode)
- 2006: SOKO Leipzig (Fernsehserie; 1 Episode)
- 2008: Der Kriminalist (Fernsehserie; 1 Episode)

## Theater
- 1965: Heinar Kipphardt: In der Sache J. Robert Oppenheimer (Anwalt) – Regie: Manfred Wekwerth/Joachim Tenschert (Berliner Ensemble)
- 1968: Peter Weiss: Viet Nam-Diskurs – Regie: Ruth Berghaus (Berliner Ensemble)
- 1969: Aischylos: Sieben gegen Theben (Sprecher des Rates) – Regie: Manfred Karge/Matthias Langhoff (Berliner Ensemble)
- 1970: Georg Büchner: Woyzeck (Tambourmajor) – Regie: Helmut Nitzschke (Berliner Ensemble)
- 1972: Peter Hacks Omphale (Alkaios) – Regie: Ruth Berghaus (Berliner Ensemble)
- 1973: Bertolt Brecht: Turandot oder der Kongress der Weißwäscher (Gogh) – Regie: Wolfgang Pintzka/Peter Kupke (Berliner Ensemble)
- 1974: Frank Wedekind: Frühlings Erwachen (Melchiors Vater) – Regie: B. K. Tragelehn/Einar Schleef (Berliner Ensemble)
- 1975: Bertolt Brecht: Herr Puntila und sein Knecht Matti (Ober) – Regie: Peter Kupke (Berliner Ensemble)
- 1975: Leon Kruczkowski: Der erste Tag der Freiheit (Hieronim) – Regie: Jürgen Pörschmann/Günter Schmidt (Berliner Ensemble)
- 1978: Dario Fo: Bezahlt wird nicht! (Polizeiwachtmeister) – Regie: Konrad Zschiedrich (Berliner Ensemble)
- 1978: Helmut Baierl: Die Feststellung (Bauer Benno) – Regie: Christoph Brück/Wolf Bunge (Berliner Ensemble)
- 1980: William Shakespeare: Der Widerspenstigen Zähmung (Hortensio) – Regie: Christoph Brück/Wolf Bunge (Berliner Ensemble)
- 1986: Dario Fo: Zufällig eine Frau: Elisabeth (Polizeichef) – Regie: Manfred Wekwerth/Alejandro Quintana (Berliner Ensemble)
- 1986: William Shakespeare: Troilus und Cressida (Aeneas) – Regie: Manfred Wekwerth (Berliner Ensemble)
- 1989: Heiner Müller: Germania Tod in Berlin (Kleinbürger) – Regie: Fritz Marquardt (Berliner Ensemble)
- 1989: Nikolai Erdman: Der Selbstmörder – Regie: Manfred Weckwerth (Berliner Ensemble)
- 1991: Bertolt Brecht: Der gute Mensch von Sezuan (Dritter Gott) – Regie: Alejandro Quintana (Berliner Ensemble)
- 1999: Henrik Ibsen: Gespenster (Pastor Manders) – Regie: ? (Prinzregenten-Theater Ludwigshafen)

## Hörspiele
- 1966: Bertolt Brecht: Das Verhör des Lukullus – Regie: Kurt Veth (Hörspiel – Rundfunk der DDR)
- 1967: Joachim Goll: Bankivahühner – Regie: Werner Grunow (Hörspiel-Schwank – Rundfunk der DDR)
- 1971: Bertolt Brecht: Die Tage der Commune (Billioray) – Regie: Manfred Wekwerth/Joachim Tenschert (Hörspiel – Litera)
- 1974: Hans-Jürgen Bloch: Hundert Mark für eine Unterschrift (König) – Regie: Joachim Staritz (Hörspielreihe: Tatbestand, Nr. 4 – Rundfunk der DDR)
- 1974: Ivan Isacovic: Alter schützt vor Torheit nicht (Arzt) – Regie: Albrecht Surkau (Hörspiel – Rundfunk der DDR)
- 1975: Gerhard Rentzsch: Der Nachlaß – Regie: Joachim Staritz (Hörspiel – Rundfunk der DDR)
- 1976: Lia Pirskawetz: Das Haus am Park (Postbote) – Regie: Barbara Plensat (Hörspiel – Rundfunk der DDR)
- 1980: Georg Büchner: Dantons Tod (Herman)  – Regie: Joachim Staritz (Hörspiel – Rundfunk der DDR)
- 1981: Günter Eich: Träume – Regie: Peter Groeger (Hörspiel – Rundfunk der DDR)
- 1986: Jacob Grimm/Wilhelm Grimm: Die Prinzessin und der Spielmann (Stadtvogt) – Regie: Manfred Täubert (Kinderhörspiel – Rundfunk der DDR)
- 1986: Elifius Paffrath: Die Prinzessin und der Spielmann (Stadtvogt) – Regie: Manfred Täubert (Kinderhörspiel – Rundfunk der DDR)
- 1988: Anton Tschechow: Krankensaal Nr. 6 (Stadtkommandeur) – Regie: Joachim Staritz (Hörspiel – Rundfunk der DDR)
- 1989: Bert Koß: Und hinter uns der Frontmann – Regie: Peter Groeger (Hörspiel – Rundfunk der DDR)
- 1989: Michail Bulgakow: Hundeherz – Regie: Peter Gröger (Hörspiel – Rundfunk der DDR)
- 1995: Jürgen Ebertowski/Joy Markert: Esbeck und Mondrian (Müller) – Regie: Peter Groeger (Kriminalhörspiel – SFB)
- 1997: Holger Siemann: Mein Leben als Toter (Genosse) – Regie: Christa Kowalski (Hörspiel – DW)
- 1998: Michail Bulgakow: Der Meister und Margarita – Regie: Petra Meyenburg (Hörspiel (30 Teile) – MDR)
- 2009: Matthias Wittekindt: Die Frau im Netz – Regie: Wolfgang Rindfleisch (Kriminalhörspiel – DLR)

## Synchronisationen
| Film                                          | Jahr                  | Rolle               | Darsteller         |
| --------------------------------------------- | --------------------- | ------------------- | ------------------ |
| Blonde Venus                                  | 1932 (Synchro: 1979)  | Charlie Blaine      | Francis Sayles     |
| Feuer über England                            | 1937 (1981)           | Hillary Vane        | James Mason        |
| Der Schatten des dünnen Mannes                | 1941 (1992)           | Detective           | Ken Christy        |
| Der Schatten des dünnen Mannes                | 1941 (1992)           | Fotograf            | Arch Hendricks     |
| The Lone Ranger (Ep. 2)                       | 1949–1957 (1991–1993) | Hawk Mason          | Michael Ansara     |
| The Lone Ranger (Ep. 5)                       | 1949–1957 (1991–1993) | Lem Norton          | George Slocum      |
| The Lone Ranger (Ep. 22)                      | 1949–1957 (1991–1993) | Jed Wells           | Bruce Edwards      |
| The Lone Ranger (Ep. 27)                      | 1949–1957 (1991–1993) | Sheriff Gatsway     | Edmund Cobb        |
| The Lone Ranger (Ep. 47)                      | 1949–1957 (1991–1993) | Burbridge           | Ted Adams          |
| Achtung, Banditi                              | 1951 (1973)           | Commissario Lorenzo | Giuliano Montaldo  |
| Alles klar, Nero                              | 1951 (1984)           | Terenzio            | Bruno Smith        |
| Perry Mason (Ep. 9)                           | 1957–1966             | Justin Grover       | John Howard        |
| Perry Mason (Ep. 23)                          | 1957–1966             | Scheidungsrichter   | Ken Renard         |
| Perry Mason (Ep.25)                           | 1957–1966             | John Kenyon         | John Larkin        |
| Perry Mason (Ep. 201)                         | 1957–1966             | Devlin              | Richard Devon      |
| Perry Mason (Ep. 205)                         | 1957–1966             | Sandifer            | Malachi Throne     |
| Perry Mason (Ep. 267)                         | 1957–1966             | William March       | Henry Beckman      |
| Tausend Meilen Staub (Ep. 1)                  | 1959–1966             | Albert Hadley       | Alexander Scourby  |
| Tausend Meilen Staub (Ep. 2)                  | 1959–1966             | Melberg             | Harry Ellerbe      |
| Tausend Meilen Staub (Ep. 6)                  | 1959–1966             | Ed Shore            | Richard Shannon    |
| Tausend Meilen Staub (Ep. 11)                 | 1959–1966             | Collins             | Don C. Harvey      |
| Tausend Meilen Staub (Ep. 25)                 | 1959–1966             | Sam Lewellyn        | Robert Strauss     |
| Twilight Zone (Ep. 16)                        | 1959–1964             | Gastwirt            | Russ Bender        |
| Twilight Zone (Ep. 59)                        | 1959–1964             | Kanzler             | Fritz Weaver       |
| Twilight Zone (Ep. 62)                        | 1959–1964             | Geschworener        | Howard Culver      |
| Twilight Zone (Ep. 84)                        | 1959–1964             | Torhüter            | Robert Foulk       |
| Twilight Zone (Ep. 92)                        | 1959–1964             | Polizist            | Michael Keep       |
| Ich kenne den Mörder                          | 1959 (1985)           | Chorleiter          | Kenneth Griffith   |
| Wo ein Wille ist…                             | 1963 (1985)           | Doktor              | Michael Goodliffe  |
| Daniel Boone (Ep. 2)                          | 1964–1970             | Coll                | James Griffith     |
| Daniel Boone (Ep. 8)                          | 1964–1970 (1989–1991) | Murchison           | Dick Nelson        |
| Teuflisches Komplott                          | 1971                  | Det. John Volland   | Richard Gant       |
| Der Weg der Arbeiterklasse ins Paradies       | 1971                  | Sindacalista        | Gino Pernice       |
| Mißwahl auf Englisch                          | 1973 (1988)           | Cecil Gaybody       | Jimmy Logan        |
| Die Katze und der Kanarienvogel               | 1979 (1987)           | Dr. Harry Blythe    | Daniel Massey      |
| Stau                                          | 1979                  | Ferreri             | Orazio Orlando     |
| Jim Bergerac ermittelt (Staffel 1 – 3)        | 1981–1991             | Dr. Lejeune         | Jonathan Adams     |
| Jim Bergerac ermittelt (Ep. 1)                | 1981–1991             | Dr. Stevens         | Nigel Lambert      |
| Jim Bergerac ermittelt (Ep. 5)                | 1981–1991             | Stan                | Peter Baldwin      |
| Jim Bergerac ermittelt (Ep. 6)                | 1981–1991             | Carpenter           | Arthur Cox         |
| Jim Bergerac ermittelt (Ep. 9)                | 1981–1991             | Lance               | Alec Sabin         |
| Die Zeitreisenden                             | 1982–1983             | Blythe              | William Wintersole |
| Sherlock Holmes (Ep. 1–7)                     | 1984–1985             | Sherlock Holmes     | Jeremy Brett       |
| Der Ninja-Meister (Ep. 8)                     | 1984                  | Handlanger          | Oliver Clark       |
| Miss Marple, (Ep.: Ein Mord wird angekündigt) | 1984–1992             | Vikar Harmon        | David Collings     |
| Miss Marple, (Ep.: Mord im Pfarrhaus)         | 1984–1992             | Christopher Hawes   | Christopher Good   |
| Agatha Christie’s Poirot (Ep. 10)             | 1989–2013             | Mr. Tremlett        | Christopher Saul   |
| Sanfte Augen lügen nicht                      | 1992                  | Emely’s Vater       | Burtt Harris       |
| Eiskalte Leidenschaft                         | 1992                  | Geschworenenobmann  | Charlie Holliday   |
| Liebling, hältst Du mal die Axt?              | 1993                  | Steve Dunleavy      | Steve Dunleavy     |
| Auf der Flucht                                | 1993                  | Gerichtsmediziner   | Joe Guastaferro    |
| Murder in the First – Lebenslang in Alcatraz  | 1995                  | Aufseher            | James Keane        |
| Casino                                        | 1995                  | Kassierer           | Buck Stephens      |
| Thinner – Der Fluch                           | 1996                  | Detective Deevers   | Ed Wheeler         |
| Hinterm Mond gleich links (Ep. 8)             | 1996–2001             | Dekan Sumner        | William Bogert     |
| Ally McBeal (Ep.14)                           | 1997–2002             | Priester            | David Doty         |